# Ainara Andrea Acevedo Dudley
Ainara Andrea Acevedo Dudley (Rosario, Argentina, 15 d'agost de 1991) és una àrbitra de futbol catalana de la Primera Divisió Femenina d'Espanya i la Tercera Divisió Espanyola. Pertany al Comitè d'Àrbitres de Catalunya de la Federació Catalana de Futbol.
Becada pel CAR de Sant Cugat, va competir en categories juvenils en diferents proves d'atletisme, arribant a una final de 400 metres llisos del Campionat d'Espanya. Educada en magisteri, es formà com a àrbitre de la Federació Catalana de Futbol, ascendint a la Primera Divisió Femenina d'Espanya l'any 2017. A més, va ser membre del primer trio arbitral femení català que va dirigir un partit de futbol, entre el CP San Cristóbal i la UE Llagostera, de la Tercera Divisió Espanyola el 2 de novembre de 2018. Malgrat això, el trio arbitral va rebre diferents atacs i insults masclistes per part dels aficionats. Aquell mateix any va obtenir la llicència FIFA d'àrbitre internacional. L'any 2017 va ser guardona amb el Premi Dona i Esport.